# Mário Taveira
Mário Taveira (Rio de Janeiro, 29 de novembro de 1902 – Rio de Janeiro, 3 de fevereiro de 1978) foi um farmacêutico e médico brasileiro.
Foi eleito membro da Academia Nacional de Medicina em 1960, ocupando a cadeira 99, que tem Oscar Frederico de Souza como patrono.